# Menarandra
De Menarandra is een rivier die stroomt door de regio's Anosy, Androy en Atsimo-Andrefana in het zuiden van Madagaskar. De rivier stroomt bij Bevoalavo Est in de Indische Oceaan.